# Lophothygater decorata
Lophothygater decorata är en biart som först beskrevs av Smith 1879.  Lophothygater decorata ingår i släktet Lophothygater och familjen långtungebin. Inga underarter finns listade i Catalogue of Life.